# Lehmäkari
Lehmäkari / Kalkkikari waren twee zelfstandige Zweedse eilanden behorend tot de Haparanda-archipel. De eilanden zijn in de loop der eeuwen aan elkaar gegroied. Het eiland ligt aan de noordzijde van het "hoofdeiland" Seskarö. Het eiland heeft geen oeververbinding en heeft een enkel overnachtinghuisje.
Rondom Seskarö: Abborrgrundet · Granvik · Hälskerinkrunni · Hylkiletto · Kalkkari · Kelkkaletto · Koijuluoto · Lehmäkari · Liipa · Pihjalakari · Puukko · Riekonkari · Ristikari · Salakrunni · Sölkäkari · Sölkäkarinkrunni · Svartsten · Tiilikrunni · Torvikari en een eilandengroep Seskaröklubarna met Kaitta

Van het vasteland naar Seskarö: Revässaari met Kuussarenkari Santasaari · Leiskeri · Lehtitiipuri · Kuusitiipuri
Abborrgrundet · Ala Penno · Björn · Björn sten · Blåsut (Haparanda) · Byskär · Dagsten · Enskär · Etukari (Haparanda) · Eva (eiland) · Granholmen (Haparanda) · Granvik · Grusbrännan · Gunnaren · Hamngrundet (eiland) · Hamngrundet (zandbank) · Hamppuleiviskä · Hanhinkari · Hargrundet · Harrinkrunni · Haru · Hasu -Hietasaari (Haparanda) · Honkasaarenkrunni · Honkasaari · Horden · Huitori · Huitorin Ulkokari · Huitorintöyrä · Hylkiletto · Hyyppä · Hälskerinkrunni · Höynänkari (noord) · Höynänkari (zuid) · Islandet · Iso Lehtikari · Isokivenkari · Isokrunni · Joutokrunni  · Juopalla · Kaitta · Kajava · Kalkkikari (Hanhinkari) · Kalkkikari (Seskarö) · Kalliohasu · Kataja · Katajankrunni · Kelkkaletto · Keräsniemenkari · Keski Penno · Klauksenkari · Klaus (eiland) · Koijukari · Koijuluoto · Kokkotöyrä · Korkea · Kourinkrunni · Kraaseli · Kraaseligrundet · Kraaselikrunni · Kråkholmarna · Kuninkaankari · Kurikanmatalat · Kurikka (eiland) · Kutarna · Kuusiriskilö · Kuusitiipuri · Laahaja · Laitakari (Haparanda) · Legionen · Lehmäkari · Lehtitiipuri · Leiskeri · Lellikrunni · Leppikari - Leppäriskilö · Letonkluppi · Letonkrunni · Letto · Liipa · Lill-Austi · Lilla Almsten · Lilla Harrsten · Lilla Hepokari · Lilla Vasti · Länsikrunni · Lådan · Långören (Haparanda) · Löngrunden · Mali (eiland) · Matalinkari · Meriklupu · Mustakari · Nidunkari · Nissu · Norrviksgrundet · Nuottalahenkari · Nälkäkrunni · Ostgrundet · Paha · Paljas (eiland oost) · Paljas (eiland west) · Pensaskari · Pihjalakari · Pikku Lehtikari · Pikku Tervakari · Pikkukrunni · Pirttiluoto · Piskan · Pitkäkari · Pohjaskluppi · Pohjaskrunni · Pojkarna · Prokko · Puukko · Puukkonkrunni · Pöllö · Rajakari · Rautakrunni · Rautaletto (Haparanda) · Remu · Revässaari · Riekonkari · Riitakrunni · Riskilö · Ristikari · Räiskä · Salakrunni · Saltgrundet · Sandskär (Haparanda) · Santasaari · Sarven Riskilö · Sarvenkataja · Satula · Selkäkari (Haparanda) · Seskar Furö · Seskarö (eiland) · Sinnerstenarna · Sipi · Skomakaren · Skratten · Sprallen · Stenungarna · Stor-Austi · Stora Almsten · Stora Hamnskär · Stora Harrsten · Stora Hepokari · Stora Vasti · Svartsten · Säivisklubbarna · Sölkäkari (Salmis) · Sölkäkari (Seskarö) · Sölkäkarinkrunni · Taipaleenkari · Tallrikarna · Tantamanni · Tervakari · Tervaletto · Tervasaarenkrunni · Tiilikrunni · Tirro · Tomten · Torne-Furö · Torne-Furögrund · Torvikari · Töyrä · Vasikka · Vasikkasaari (Kalalahti) · Vasikkasaari (Nikkala) · Vettarna · Viinalanmatala · Vikaren · Vähä Lehtikari · Västra Knivskär · Vågören · Ykspihlaja · Yli Penno · Ylikari (noord) · Ylikari (zuid) · Äimä · Östra Knivskär · Östra Launinkari · Öystinkari